# 西分駅
西分駅（にしぶんえき）は、高知県安芸郡芸西村西分にある、土佐くろしお鉄道（TKT）ごめん・なはり線の駅である。駅番号はGN32。
なお、1974年（昭和49年）3月31日まで、土佐電気鉄道安芸線に西分駅が存在したが位置は異なる。同線廃止に伴い、廃駅となっている。

## 歴史
- 2002年（平成14年）7月1日：土佐くろしお鉄道ごめん・なはり線の駅として開設。

## 駅構造
単式ホーム1面1線を有する高架駅。

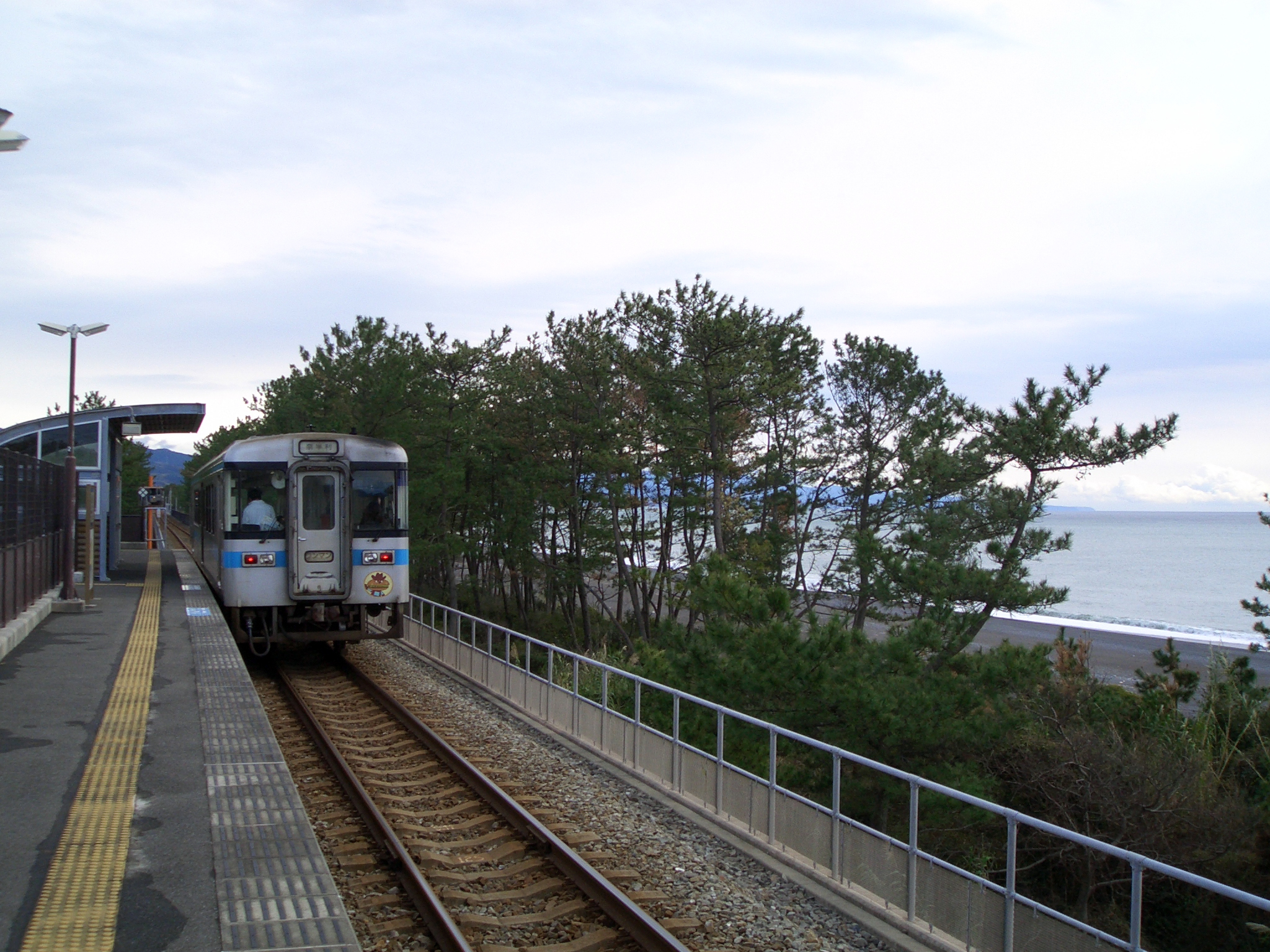
ホームから太平洋を眺望出来る

無人駅。ホームは線路から見て北側（安芸方面に向かって左側）にある。

## 駅周辺
駅北側は住宅街が広がり、駅南側は松林を挟んで太平洋が広がっている。

## イメージキャラクター

にしぶん つきこちゃん

名称は「にしぶん つきこちゃん」。駅近くに広がる琴ヶ浜が観月名所として知られることから、月をモチーフにした天使風キャラクターである。
なお、このキャラクターモニュメントは駅前駐輪場付近に設置されている。

## 隣の駅
土佐くろしお鉄道
■ごめん・なはり線
■快速（下記以外）
通過
■快速（安芸行1本のみ）・■普通
夜須駅 (GN33) - 西分駅 (GN32) - 和食駅 (GN31)